# 赫尔曼·汉吉
赫尔曼·汉吉（德語：Hermann Hänggi，1894年10月15日—1978年11月21日），瑞士男子竞技体操运动员。他曾获得1928年夏季奥运会体操比赛男子团体全能金牌、男子鞍马金牌、男子个人全能银牌和男子双杠铜牌。